# 1832
1832. је била проста година.

## Догађаји

### Фебруар
- 28. фебруар — У Београду основана Народна библиотека Србије као део Државне штампарије.

### Август
- 27. август — Црни Јастреб, вођа индијанског племена Саука, се предао америчким властима, чиме је окончан Рат Црног Јастреба.

### Децембар
- 28. децембар — Џон К. Калхун је постао први потпредседник Сједињених Држава који је поднео оставку.

## Рођења

### Јануар
- 23. јануар — Едуар Мане, француски сликар. (†1883).
- 27. јануар — Луис Керол, енглески писац и математичар.

### Август
- 15. децембар — Гистав Ајфел, француски архитекта

## Смрти

### Март
- 22. март — Јохан Волфганг Гете, немачки књижевник

### Мај
- 30. мај — Вуколај Радоњић, последњи црногорски гувернадур.

### Децембар
- Непознат датум - Милоје Тодоровић, српски војвода.